# An American Paradox
An American Paradox è il quarto album del gruppo punk rock Strung Out, pubblicato il 23 aprile 2002 dalla Fat Wreck Chords.

## Tracce
1. Velvet Alley
2. Kill Your Scene
3. Alien Amplifier
4. Cult Of The Subterranean
5. Lubricating The Revolution
6. The Kids
7. UnKoil
8. Contender
9. Satellite
10. An American Paradox
11. Dig
12. Razor Sex
13. Cemetery

## Formazione
- Jason Cruz - voce
- Jake Kiley - chitarra
- Rob Ramos - chitarra
- Chris Aiken - basso
- Jordan Burns - batteria